# Bokorkaktusz

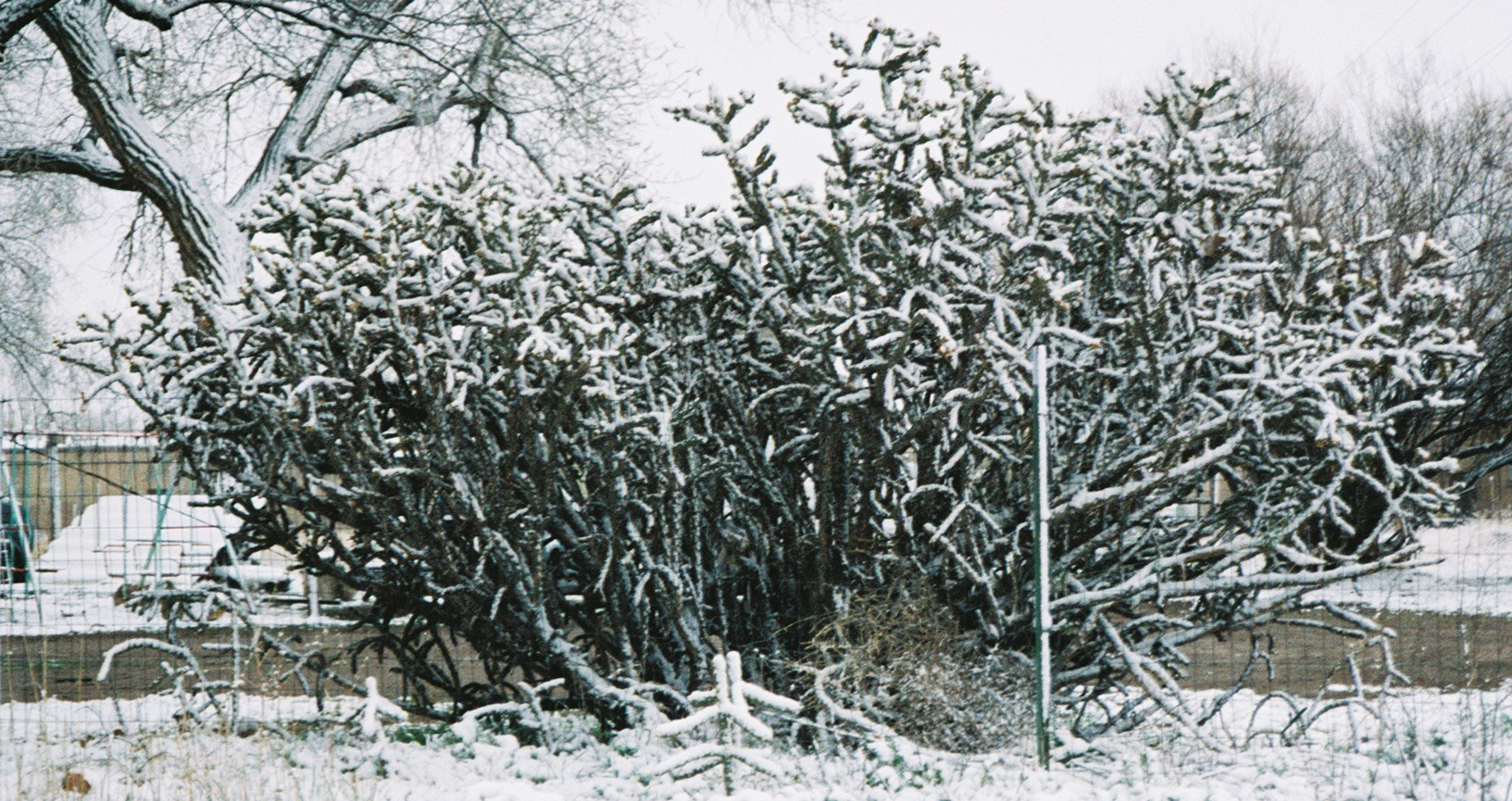
Behavazott kötélkaktusz (Cylindropuntia imbricata) (Új-Mexikó, Española)

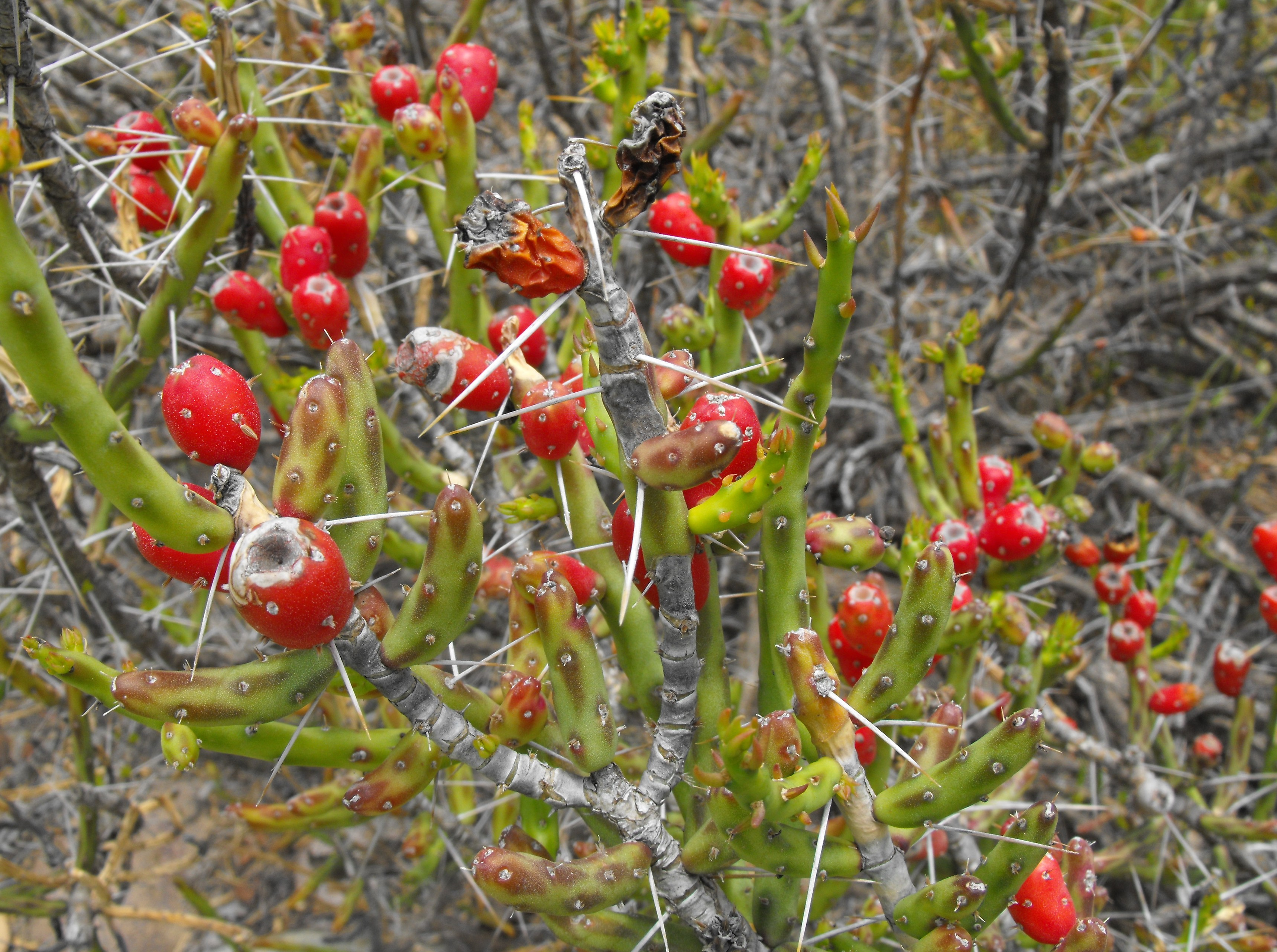
Cylindropuntia leptocaulis érett termésekkel

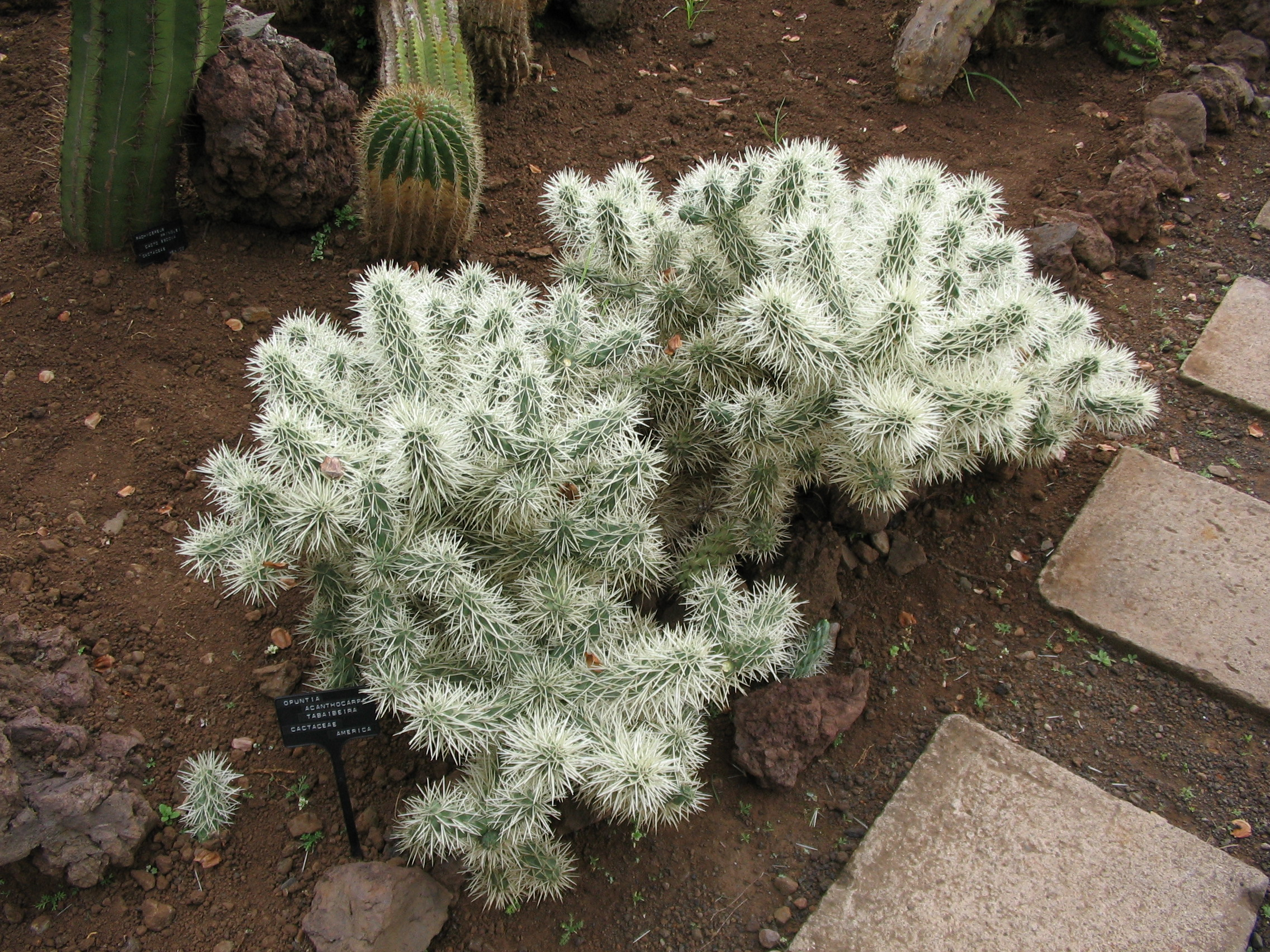
Cylindropuntia acanthocarpa var. tabaibeira (Madeira, Funchal, botanikus kert)

A bokorkaktuszok (Cylindropuntia) a kaktuszfélék (Cactaceae) egyik alcsaládjába, a fügekaktuszformák (Opuntioidae) közé tartozó pozsgás növények nemzetsége.

## Elterjedése
A legtöbb faj az USA déli részén, illetve Mexikóban honos – főleg a sivatagos-félsivatagos, illetve magashegyi tájakon, ide értve a kontinenshez közeli szigeteket is.

## Megjelenése, felépítése
Mint magyar neve neve is jelzi, a legtöbb faj cserje termetű. Szára, hajtása sokszorosan elágazó, hengeres nyéltagok (cladodiumok) soraiból áll; a hajtásokon a domborulatok zsindelytetőszerűen emelkednek ki. Az egyes nyéltagok csúcsaikkal csatlakoznak egymáshoz. Ez annak köszönhető, hogy minden évben (minden pihenőidőszak után) új tenyészcsúcsokból folytatja a növekedést.
A fiatal hajtásokon többnyire csökevényes, hengeres, hegyes csúcsú levélkék is nőnek, amit ősi bélyegnek tekintenek. Egyes fajok erősen tövisesek; némelyik töviseinek hegye szigonyszerűen visszafogazott.

## Életmódja
A bokorkaktuszok egyértelműen szárazságkedvelő növények. Vegetatív módon igen jól szaporodnak, és ezért a száraz, meleg éghajlatú vidékeken könnyen dominánssá válnak, kiszorítva az őshonos fajokat.
A bokorkaktusz fajok többsége erőteljesen, gyorsan nő. A hideget a kaktuszok többségénél jobban tűri, de csak jó vízáteresztő talajban marad meg, mert a pangó víz pusztulását okozza.

## Felhasználása
Télálló fajait (mint például kötélkaktuszt) sziklakertekben, a kis termetű fajokat szobanövényként termesztik.
A legegyszerűbben a szártagok dugványozásával szaporítható – a dugványon a metszlapot hagyjuk beszáradni!